# Dominique Thorne
Pour les articles homonymes, voir Thorne.
Dominique Thorne est une actrice américaine, née le 5 novembre 1997 à New York.

## Biographie
Dominique Thorne naît à New York. Elle est la fille de Nerissa Guy et Navie Guy, immigrants venus de Trinité-et-Tobago. Elle a deux frères, Ky-Mani et Caleb.
Elle étudie le théâtre et l'art dramatique à la Professional Performing Arts School (en) de Manhattan. En 2015, elle gagne un prix YoungArts (en). Elle intègre après le lycée l'université Cornell pour un premier cycle universitaire en Human Development avec une spécialité sur les inégalités. Elle est diplômée en mai 2019,.
En 2018, Dominique Thorne fait ses débuts au cinéma avec le rôle de Shelia Hunt dans le film Si Beale Street pouvait parler, adaptation du roman du même nom de James Baldwin. En 2021, elle incarne Judy Harmon, membre des Black Panthers, dans le film Judas and the Black Messiah,.
En 2020, elle est annoncée pour incarner une super-héroïne de Marvel Comics, Riri Williams / Ironheart, dans l'univers cinématographique Marvel. Elle sera la vedette de la série Disney+ Ironheart,, après avoir été introduite dans le long métrage Black Panther: Wakanda Forever (2022).

## Filmographie
Sauf indication contraire, les informations mentionnées dans cette section peuvent être confirmées par la base de données cinématographiques IMDb,  présente dans la section « Liens externes ».

### Films
- 2018 : Si Beale Street pouvait parler (If Beale Street Could Talk) de Barry Jenkins : Sheila Hunt
- 2021 : Judas and the Black Messiah de Shaka King : Judy Harmon
- 2022 : Black Panther: Wakanda Forever de Ryan Coogler : Riri Williams / Ironheart
- 2024 : Freaky Tales d'Anna Boden et Ryan Fleck :  ?

### Séries télévisées
- 2025 : Ironheart :  Riri Williams / Ironheart (rôle principal  - 6 épisodes)